# 1478 en littérature
| Années de la littérature : 1475 - 1476 - 1477 - 1478 - 1479 - 1480 - 1481    |
| Décennies de la littérature : 1440 - 1450 - 1460 - 1470 - 1480 - 1490 - 1500 |

Cet article présente les faits marquants de l'année 1478 en littérature.

## Parutions

### Poésie
- Pactianæ conjurationis commentarium (« Commentaire sur la conjuration des Pazzi »), poème d’Ange Politien[1].

### Romans
- Août : Histoire de la belle Mélusine de Jean d'Arras, imprimé à Genève par Adam Steinschaber[2].
- 28 novembre : Jehan Bagnyon, Le Rommant de Fierabras le géant, imprimé à Genève par Adam Steinschaber[3].

## Naissances
- 8 janvier : Conrad Pellican, humaniste, philologue hébraïsant et théologien allemand, un des précurseurs des études judaïques en Allemagne, mort le 6 avril 1556.
- 7 février : Thomas More, écrivain, philosophe, théologien et homme politique anglais, futur chancelier d'Angleterre, mort le 6 juillet 1535).
- 8 juillet : Gian Giorgio Trissino dit Le Trissin, écrivain, poète et dramaturge italien, mort le 8 décembre 1550.
- août : Gonzalo Fernández de Oviedo y Valdés, historien espagnol, mort le 6 juillet 1557.
- 6 décembre : Baldassare Castiglione, écrivain et diplomate italien.

- Nicolas Barthélemy de Loches, moine bénédictin français, professeur de droit, poète et dramaturge, mort après 1537.
- 1478 ou 1482 : Bernardino Scardeone, humaniste et un grammairien italien de Venise, mort en juin 1574.

## Décès
- 5 avril : Jaume Roig, médecin espagnol du Siècle d'or valencien, auteur d'un roman satirique en vers, né vers 1400.
- 18 juin : Michel Apostolius, humaniste, copiste et théologien grec de Constantinople, né vers 1420.
- 28 août : Donato Acciaiuoli, homme d'État, écrivain, traducteur et humaniste italien de Florence, né en 1429.
- 26 avril : Jacopo Bracciolini, humaniste italien de Florence, né le 13 novembre 1442.
- 26 novembre : Jeong Inji (nom de plume : Hakyeokjae), homme politique, philosophe néoconfucianiste, linguiste et poète coréen, né le 28 décembre 1396.
- 12 décembre : Johannes Mentelin, imprimeur-typographe allemand, actif en Alsace, qui publie la première Bible en allemand, né vers 1410.

- Domizio Calderini, humaniste italien, éditeur d'auteurs antiques, professeur de rhétorique, né vers 1446.